# Matthew Harvey
Matthew Harvey, född 21 juni 1781 i Sutton i New Hampshire, död 7 april 1866 i Concord i New Hampshire, var en amerikansk jurist och politiker. Han var ledamot av USA:s representanthus 1821–1825 och New Hampshires guvernör 1830–1831.
Harvey utexaminerades 1806 från Dartmouth College och studerade sedan juridik. I USA:s representanthus var han demokrat-republikan.
Harvey efterträdde 1830 Benjamin Pierce som guvernör. I guvernörsvalet 1830 kandiderade Harvey för Demokratiska partiet. Han avgick mitt i mandatperioden för att han hade tillträtt som federal domare. Senaten godkände hans utnämning den 16 december 1830 och det var president Andrew Jackson som utnämnde Harvey. Han var verksam som domare fram till sin död.